# Arhuac
L'arhuac o iku és una llengua ameríndia de la família txibtxa usada pels «ika» de Colòmbia.
Hi ha 14.301 parlants a Colòmbia, principalment a la regió de Sierra Nevada de Santa Marta. El 90% d'ells són monolingües. Alguns parlen castellà, els percentatges d'alfabetisme són d'1 a 5% en arhuac i el 15 a 25% en llur idioma auxiliar, el castellà. Els usuaris tenen una identitat cultural i tradicions ancestrals i usen prolíficament llur idioma. També és conegut com: aruac, bintuk, bíntukua, bintucua, ica, ijca, ijka, ika i ike.
Aquest idioma usa l'estructura lingüística subjete-objecte-verb.

## Fonologia
Vocals
|          | Anterior | Central | Posterior |
| -------- | -------- | ------- | --------- |
| Altes    | i        | ɨ       | u         |
| Mitjanes | e        | ə [ë]   | o         |
| Baixes   |          | a       |           |
Consonants
Aquesta llengua registra 17 fonemes consonàntics:
|           |          | labials | alveolars | alveo- palatals | palatals | velars | glotals |
| --------- | -------- | ------- | --------- | --------------- | -------- | ------ | ------- |
| oclusiva  | sordes   | p       | t         |                 | ɕ [ĉ]    | k      | ʔ [?]   |
| oclusiva  | sonores  | b       | d         |                 | ɟ [J]    | ɡ [g]  |         |
| nasals    | nasals   | m       | n         |                 |          | ŋ [η]  |         |
| fricativa | sordes   |         | s         |                 |          |        |         |
| fricativa | sonores  | β [ß]   | z         | ʑ [ž]           |          |        |         |
| vibrants  | vibrants |         | r         |                 |          |        |         |